# Rhododendron apoanum
Rhododendron apoanum är en ljungväxtart som beskrevs av Stein. Rhododendron apoanum ingår i släktet rododendron, och familjen ljungväxter. Inga underarter finns listade i Catalogue of Life.